# Итан Филипс
Итан Филипс (енгл. Ethan Phillips; Гарден Сити, Њујорк, САД, 8. фебруар 1955) је амерички глумац, најпознатији по улози Ниликса (енгл. Neelix) у ТВ серији Звездане стазе: Војаџер.